# Hieracium boreum
Hieracium boreum es una especie de planta con flor del género Hieracium, de la familia Asteraceae, orden Asterales.

## Distribución
Hieracium boreum se distribuye por Noruega.

## Taxonomía
Fue descrita científicamente por Elfstr. Fue publicada en Bih. Kongl. Svenska Vetensk.-Akad. Handl. 20(3, 1): 20 (1894).